# Hugo Girard
Hugo Girard (nacido el 20 de diciembre de 1971 en Saint-Anne-de-Portneuf, Quebec, Canadá) es un strongman canadiense campeón cinco veces de El hombre más fuerte de Canadá.

## Carrera
Girard comenzó a levantar peso a la inusual edad de cinco años. A los 12 años le dijo a su madre que deseaba competir en El hombre más fuerte del mundo. Su padre competía como strongman en aquella época. Girard comenzó a trabajar como policía en 1991.
Girard entró en las competiciones de hombres fuertes en 1994 y en 1998 calificó como finalista para la competición del hombre más fuerte del mundo en Marruecos. Nunca logró ganar la competición.
En 2002 y 2003 Girard ganó el evento de strongman Strongman Super Series, una serie de eventos que elige al competidor más destacado a través de varios países. En 2004 quedó segundo cuando fue derrotado por el polaco Mariusz Pudzianowski.
Girard dominó la competición de strongman en Canadá entre 1999 y 2003. Él ganó la competición de strongman en América del Norte en 2001 y 2002.

## Estado
- Bíceps 55 cm
- Cuello 53 cm
- Cuadrceps 85 cm
- Cintura 87 cm
- Altura 1,81 m
- Peso 150 kg